# КК Прометеј
КК Прометеј (укр. БК Прометей) кошаркашки је клуб из Украјине. Тренутно се такмичи у Еврокупу и у Летонско-естонској лиги.